# Ветеринарное
Ветеринарное (укр. Ветеринарне) — посёлок,
Козачо-Лопанский поселковый совет, Дергачёвский район, Харьковская область, Украина.
Код КОАТУУ — 6322055601. Население по переписи 2001 года составляет 589 (268/321 м/ж) человек.

## Географическое положение
Посёлок Ветеринарное находится в 4-х км от реки Лопань (правый берег), примыкает к границе с Россией, в 4,5 км расположено село Гранов и железнодорожная станция Платформа 737 км, в 6-и км — пгт Казачья Лопань.
По поселку протекает пересыхающий ручей с запрудами, посёлок окружен небольшими лесными массивами.

## История
- 1938 — дата основания.

## Экономика
- ООО «Кордон».
- КСП «Агрономичное».